# コード・ジェファーソン
コード・ジェファーソン（Cord Jefferson, 1982年 - ）は、アメリカ合衆国の映画監督、脚本家である。アリゾナ州ツーソン出身。アフリカ系アメリカ人。

## 経歴
ウィリアム・アンド・メアリー大学卒業。ジャーナリズムからドラマの脚本家に転じ、Netflixシリーズ『マスター・オブ・ゼロ』やNBCのテレビシリーズ『グッド・プレイス』、HBOのテレビシリーズ『ウォッチメン』等でストーリーエディターとして携わる。2020年には『ウォッチメン』でプライムタイム・エミー賞リミテッドシリーズ部門の脚本賞を受賞している。
2023年に『アメリカン・フィクション』で長編映画監督デビューを果たした。また、今作における脚本で第96回アカデミー賞の脚色賞を受賞した。

## 監督作品
| 公開年 | タイトル                                  | 監督 | 脚本 | 編集 | 注記                   |
| ------ | ----------------------------------------- | ---- | ---- | ---- | ---------------------- |
| 2023   | アメリカン・フィクション American Fiction | Yes  | Yes  | No   | 長編映画監督デビュー作 |